# 2013 EC
2013 EC — околоземный астероид, открытый 1 марта 2013 года гавайской обсерваторией Pan-STARRS. Относится к группе аполлонов. Имеет диаметр около 17 метров.
Опасности столкновения с Землёй не было, 4 марта астероид пролетел мимо Земли на расстоянии примерно 362 тыс. км.